# امریکن مموری

نشان‌وارهٔ امریکن مموری

اَمِریکن مِموری یک بایگانی مبتنی بر اینترنت از منابع تصویری، صوتی و ویدئویی تحت مالکیت عمومی است. این بایگانی توسط کتابخانه کنگره در ۱۳ اکتبر ۱۹۹۴ و پس از جمع‌آوری کمک‌های مردمی به مبلغ ۱۳ میلیون دلار منتشر شده است.

## تاریخچه
آغاز پروژهٔ امریکن مموری به سال ۱۹۹۰ بازمی‌گردد؛ زمانی‌که برنامه‌ای جهت دیجیتالی‌سازی منابع منتخب کتابخانه کنگره آمریکا شامل نمونه‌هایی از فیلم، ویدئو، ضبط‌های صوتی، کتاب و عکس راه‌اندازی شد. این منابع ابتدا بر روی لیزردیسک و سی‌دی-رام منتشر می‌شد. با رشد سریع وب جهان‌گستر در ۱۹۹۳، این برنامه بر ارائه اینترنتی این منابع متمرکز شد.

## تأمین مالی
کتابخانه دیجیتال ملی (NDLP) با حمایت کنگره ایالات متحده آمریکا راه‌اندازی شد و در مرحلهٔ نخست، طی پنج سال ۱۵ میلیون دلار بودجهٔ عمومی دریافت کرد. مشارکت کارآفرینان و نیکوکاران، بین سال‌های ۱۹۹۴ تا ۲۰۰۰، بیش از ۴۵ میلیون دلار سرمایه خصوصی به پروژه افزود؛ گرچه ابتدا فقط ۱۳ میلیون دلار کمک‌های خصوصی جمع‌آوری شد، اما پیشرفت این پروژه با گذر سال‌ها شتاب بیشتری گرفت.
در سال ۱۹۹۶، کتابخانه کنگره با حمایت مالی دو میلیون دلاری شرکت امری‌تک، یک رقابت سه‌ساله را برگزار کرد تا کتابخانه‌ها، موزه‌ها و دیگر نهادهای غیر فدرال بتوانند مجموعه‌های تاریخی آمریکا را دیجیتالی کرده و بر بستر وبگاه امریکن مموری به اشتراک بگذارند. این رقابت به ایجاد ۲۳ مجموعهٔ دیجیتال جدید منجر شد و امروزه این وبگاه بیش از ۱۰۰ مجموعهٔ موضوعی را پوشش می‌دهد.

## آغاز به کار
پروژهٔ امریکن مموری هم‌زمان با پروژهٔ کتابخانهٔ دیجیتال ملی (NDLP) آغاز شد. هدف اصلی، دیجیتال‌سازی میلیون‌ها سند تا سال ۲۰۰۰ بود؛ هدفی که نه‌تنها محقق شد، بلکه فراتر نیز رفت.
در مرحلهٔ اول این پروژه، منابع فراوانی از کتابخانهٔ کنگره دیجیتالی شد و مدلی برای اشتراک‌گذاری منابع میان کتابخانه‌ها ایجاد گردید. در فاز دوم، این روند به سایر کتابخانه‌ها نیز گسترش یافت. محتوای امریکن مموری بسیار متنوع است که اقلام تاریخی بسیاری را در بر می‌گیرد؛ از جمله مجموعه‌های عکس پیرامون حمل‌ونقل، هنری فورد و صنعت خودرو، چرخ خیاطی و اسناد مربوط به رابرت جِی. اوپنهایمر. با برگزاری این مسابقات و ایجاد پروژه‌های جدید، امریکن مموری در سطح وسیع‌تری شناخته شد. در سال ۱۹۹۶، مجله تایم این وبگاه را یکی از ده وبگاه برتر آمریکا معرفی کرد و در بخش آموزش برنامه جوایز زیرساخت اطلاعات ملی، نام آن در بین شش فینالیست قرار گرفت. این پروژه از آغاز تاکنون جوایز و ارجاعات فراوانی دریافت کرده و نقشی مهم در پژوهش‌های تاریخی داشته‌است.

## اهمیت
کتابخانهٔ دیجیتال ملی (NDLP) موفق شد تا سال ۲۰۰۰، بیش از پنج میلیون مورد را به‌صورت برخط در دسترس قرار دهد. امریکن مموری همچنان به گسترش محتوای تاریخی خود ادامه می‌دهد و به عنوان بخشی کلیدی از کتابخانه کنگره آمریکا، در راستای هدف این کتابخانه برای «حفظ مجموعه جهانی دانش و خلاقیت برای نسل‌های آینده» فعالیت می‌کند.